# Bad Brains
Bad Brains is een Afro-Amerikaanse punkrock-formatie die in 1977 ontstaan is in aanvankelijk Washington D.C. en later New York.

## Geschiedenis
Tussen 1977 en 1979 maakten ze jazz-funk onder de naam Mind Power. Geïnspireerd door de opkomende punk radicaliseerde hun repertoire; door een onofficiële ban in vele clubs en zalen moesten zij hun thuisstad Washington D.C. noodgedwongen inruilen voor New York. In december 1979 brachten ze er hun eerste single uit: "Pay to Cum". Voor hun verhuizing naar New York raakte de band ook geïnspireerd door Bob Marley en sloten de leden zich aan bij de rastafari. Zo ontstond een band die naast punk ook reggae speelde.
Hoewel de groepsleden de duiding hardcore verwerpen, worden zij wereldwijd beschouwd als de grondleggers van de hardcore punk. Door hun afwisseling van snelle explosieve punk met reggae, wordt Bad Brains door (onder andere) de Red Hot Chili Peppers beschouwd als de echte grondleggers van de crossover. In hun latere werk verwerkte de band ook  elementen van funk, heavy metal, soul en hiphop.

## Bezetting
| 1977–1979 | - Sid McCray: zang - Dr. Know: gitaar - Darryl Jenifer: bas - Earl Hudson: drums      |
| 1979–1990 | - H.R.: zang - Dr. Know: gitaar - Darryl Jenifer: bas - Earl Hudson: drums            |
| 1990–1991 | - Chuck Mosely: zang - Dr. Know: gitaar - Darryl Jenifer: bas - Earl Hudson: drums    |
| 1991–1994 | - Israel Joseph: zang - Dr. Know: gitaar - Darryl Jenifer: bas - Mackie Jayson: drums |
| 1994 -    | - H.R.: zang - Dr. Know: gitaar - Darryl Jenifer: bas - Earl Hudson: drums            |

## Discografie

### Studioalbums
| Uitgave           | Titel                         | Label             | Billboard top             |
| ----------------- | ----------------------------- | ----------------- | ------------------------- |
| 1982              | Bad Brains                    | ROIR Records      | Geen notitie              |
| 1983              | Rock for Light                | Caroline Records  | Geen notitie              |
| November 1986     | I Against I                   | SST Records       | Geen notitie              |
| 14 september 1989 | Quickness                     | Caroline Records  | Geen notitie              |
| 17 augustus 1993  | Rise                          | Epic Records      | #14 (Heatseekers)         |
| 9 mei 1995        | God of Love                   | Maverick Records  | #20 (Heatseekers)         |
| 1996              | Black Dots (recorded in 1979) | Caroline Records  | Geen notitie              |
| 6 november 2002   | I and I Survived              | DC Records        | Geen notitie              |
| 26 juni 2007      | Build a Nation                | Megaforce Records | #100 on the Billboard 200 |
| 20 november 2012  | Into the Future               | Megaforce Records | Geen notitie              |

### Livealbums
1. Live at CBGB's 1982 (recorded live in 1982 - uitgebracht in 2006, MVD Records)
2. The Youth Are Getting Restless (recorded live in Paradiso, Amsterdam 1987, uitgebracht in 1990, SST Records)
3. Live (Bad Brains album)|Live (recorded live in ? - uitgebracht in 1988, SST Records)
4. A Bad Brains Reunion Live from Maritime Hall (recorded live in 1999, uitgebracht in 2001, 2B1 Records)

### Ep's
1. The Omega Sessions (demo tracks recorded in 1980, Victory Records, uitgebracht als 10" record en 9" Picture Disk record, ook uitgekomen op cd-ep in 1997)
2. Spirit Electricity (1988, Bad Brains Records)

### Videoclips
1. Live at CBGB's 1982 (2006, Music Video Distributors)

### Singles
1. "Pay to Cum" b/w "Stay Close to Me" (7" 45 rpm, 1980, Bad Brains Records BB001)
2. "I Luv I Jah" b/w "I"/"Sailin' On"/"Big Take Over" (12" 1982, Alternative Tenticles UK)
3. "Destroy Babylon/Coptic Times/Joshua's Song//I and I Survive" (12" 1982, Bad Brains Records)

### Anderen
- Pump Up the Volume (film) Motion Picture Soundtrack (1990) (Song "Kick Out the Jams" met Henry Rollins)
- H.R. is te zien in de song "Without Jah, Nothin'" door P.O.D., track 13 op het album Satellite (2001).
- H.R. is eveneens te zien in de song "New Sun" op Long Beach Dub All-Stars' 1999, het debuutalbum Right Back.

## Covers
In 1999 verscheen het tribuutalbum Never Give In: A Tribute to Bad Brains, met covers van verschillende artiesten. Moby coverde Sailin' On. Dat nummer werd daarnaast ook gecoverd door Living Colour, No Doubt, en John Frusciante van de Red Hot Chili Peppers. Het nummer "Pay to Cum", op het tribuutalbum gecoverd door Ignite, is tevens gebruikt in een scène in de film After Hours (Martin Scorsese, 1985) John Frusciante coverde "Big Take Over" op z'n eerste soloplaat.